# 山内晧平
山内 晧平（やまうち こうへい、1942年9月4日 ‐ ）は、日本の水産学者。専門は水産増殖学。北海道大学名誉教授。紫綬褒章受章。産学官連携功労者表彰文部科学大臣賞受賞。

## 人物・経歴
熊本県出身。1969年北海道大学水産学部水産増殖科卒業。1971年北海道大学大学院水産学研究科修士課程修了。1975年北海道大学大学院水産学研究科博士課程修了、水産学博士。山本喜一郎門下で、専門は水産増殖の基礎研究。魚類の配偶子形成の解析により人工採苗法を確立した。
日本学術振興会奨励研究員を経て、1976年北海道大学水産学部助手、1989同助教授、1994年同教授。1995年水産学研究科長・水産学部長。2001年北海道大学総長補佐。2005年北海道大学副理事、北海道大学創成科学共同研究副機構長、日本学術会議会員。
2006年北海道大学大学院水産科学研究院特任教授。2007年愛媛大学社会連携推進機構特命教授。2008年愛媛大学南予水産研究センター長。2009年愛媛大学社会連携推進機構教授、全日本地域研究交流協会評議員。2010年学校法人野又学園評議員。

## 栄典・授章・授賞
- 日本水産学会進歩賞（1994年）
- 日本動物学会 Zoological Science Award（1998年）
- 日本農学賞（2002年）
- 読売農学賞（2002年）
- 紫綬褒章（2003年）
- 秋山財団賞（2005年）
- 函館市文化賞（2006年）
- 北海道新聞文化賞（2006年）
- 日本水産学会功績賞（2007年）
- 産学官連携功労者表彰文部科学大臣賞（2008年）
- 日本水産増殖学会賞（2011年）